# Modell
Modell (von italienisch modello ‚Muster‘ entlehnt, das auf lateinisch *modellus ‚Maß‘, Suffixvariante zu lateinisch modulus ‚Maß‘, zurückgeht) ist ein Begriff, der sowohl im wissenschaftlichen Sprachgebrauch als auch in der Umgangssprache unterschiedliche Bedeutungen besitzt, die häufigste ist dabei als analoger Realitätsausschnitt:
In der Wissenschaft definiert man ein Modell als eine vereinfachte Darstellung eines Originals, die spezifische Eigenschaften hervorhebt und für einen bestimmten Zweck verwendet wird. Modelle dienen dazu, komplexe Sachverhalte zu erklären, zu analysieren oder vorherzusagen. Nach Stachowiak besitzen Modelle drei grundlegende Merkmale: Sie sind Abbilder eines Originals, abstrahieren nur die relevanten Eigenschaften und erfüllen eine pragmatische Funktion, indem sie auf einen bestimmten Gebrauchszweck ausgerichtet sind. Modelle können sowohl statische Artefakte als auch dynamische Werkzeuge sein, wie Nissen und Thalheim betonen. Sie werden in Wissenschaft, Technik und Praxis vielfältig eingesetzt.
Hierbei muss weder die Nachbildung noch der abgebildete Gegenstand selbst materiell sein, so werden beispielsweise in den Geisteswissenschaften manche Theorien als Modelle betrachtet.

## Hauptmerkmale
Modelle lassen sich durch drei wesentliche Merkmale charakterisieren:
1. Abbildungsmerkmal: Modelle sind Abbildungen natürlicher oder künstlicher Originale. Sie stellen ein bestimmtes Objekt oder System dar. Was und wie wird abgebildet?
2. Verkürzungsmerkmal: Modelle sind immer vereinfachte Darstellungen und erfassen nur die für einen bestimmten Zweck relevanten Eigenschaften oder Aspekte eines Originals. Wie verkürzt wird das Was abgebildet?
3. Pragmatisches Merkmal: Modelle erfüllen eine spezifische Funktion. Sie sind für bestimmte Zwecke, Benutzergruppen und Zeiträume entwickelt und auf diese begrenzt. Für wen, für welchen Zeitraum und für welchen Zweck wird das Was abgebildet?[5][7]

## Anwendung
Modelle werden in allen menschlichen Tätigkeitsfeldern angefertigt und gebraucht: Spiel/Hobby (Puppen, Fahrzeuge etc.), Ausbildung/Lehre/Gesundheitswesen (Lehr- und Anschauungs-Modelle), Technik (Produkt-Modelle, Guss-Modelle), Wirtschaft/Verwaltung/Politik (Organisations-Modelle), Wissenschaft/Philosophie (Theorie-Modelle, siehe Modell (Wissenschaft)) usw. Die Begriffe Modell und Modellierung werden nicht einheitlich und oft auch nicht sinnhaft benutzt, was in folgender Kritik zum Ausdruck kommt:

„Im wissenschaftlichen wie außerwissenschaftlichen Sprachgebrauch hat gegenwärtig der Modellbegriff zunehmend Relevanz erlangt [ist Mode geworden]. Bei zahlreichen passenden – leider auch unpassenden – Gelegenheiten ist von „Modellen“ die Rede. Das Wort Modell wird ebenso gedankenlos fehlverwendet, wie man es als bewußt gewählten […] Terminus in Zusammenhängen findet, die das Bestreben erkennen lassen, es mit einer streng expliziten oder wenigstens explizierbaren Bedeutung zu verbinden.“

Einige unpassende Begriffsanwendungen existieren seit langem:
- Das Modell des Malers oder Photographen ist kein Abbild der Wirklichkeit, sondern es ist die Wirklichkeit, die abgebildet wird.
- Das Guss-Modell ist keine Nachbildung, sondern das nachzubildende Objekt. Von ihm werden mithilfe der mit ihm erzeugten negativen Guss-Form i. d. R. beliebig viele Objekte (Guss-Stücke) hergestellt. Letztere sind kein reduziertes Abbild, sondern unterscheiden sich vom Guss-Modell i. d. R. nur im Werkstoff, aus dem sie bestehen.
- Verschiedene Varianten von Gebrauchs-Produkten werden als verschiedene Modelle bezeichnet, obwohl sie gleichbedeutend, nicht einerseits Objekt und andererseits ein davon reduziertes Abbild sind.

In der Wissenschaft werden Modelle (sogenannte heuristische Modelle) auch angefertigt, bevor die davor stehende Wirklichkeit bekannt oder ausreichend sicher bekannt ist. Nachträglich als brauchbar erwiesen haben sich z. B. der Benzolring, die Doppelhelix der DNS und die Relativitätstheorie.

## Bilder von vorwiegend gegenständlichen Modellen
… für spielerischen bis wissenschaftlichen Gebrauch

Modell als Spielzeug
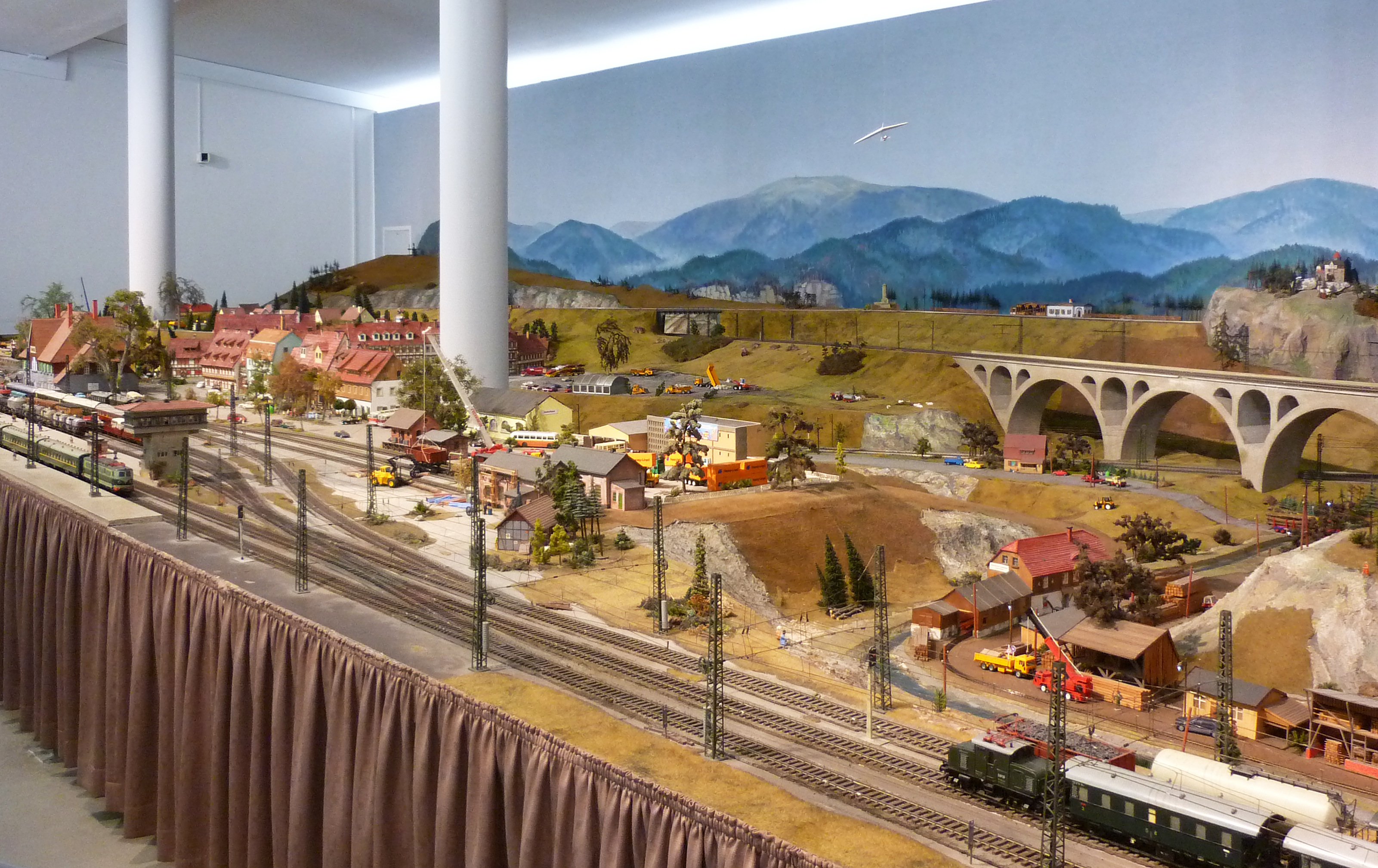
Modell-Eisenbahnanlage: enthält auch Modelle von Bauwerken
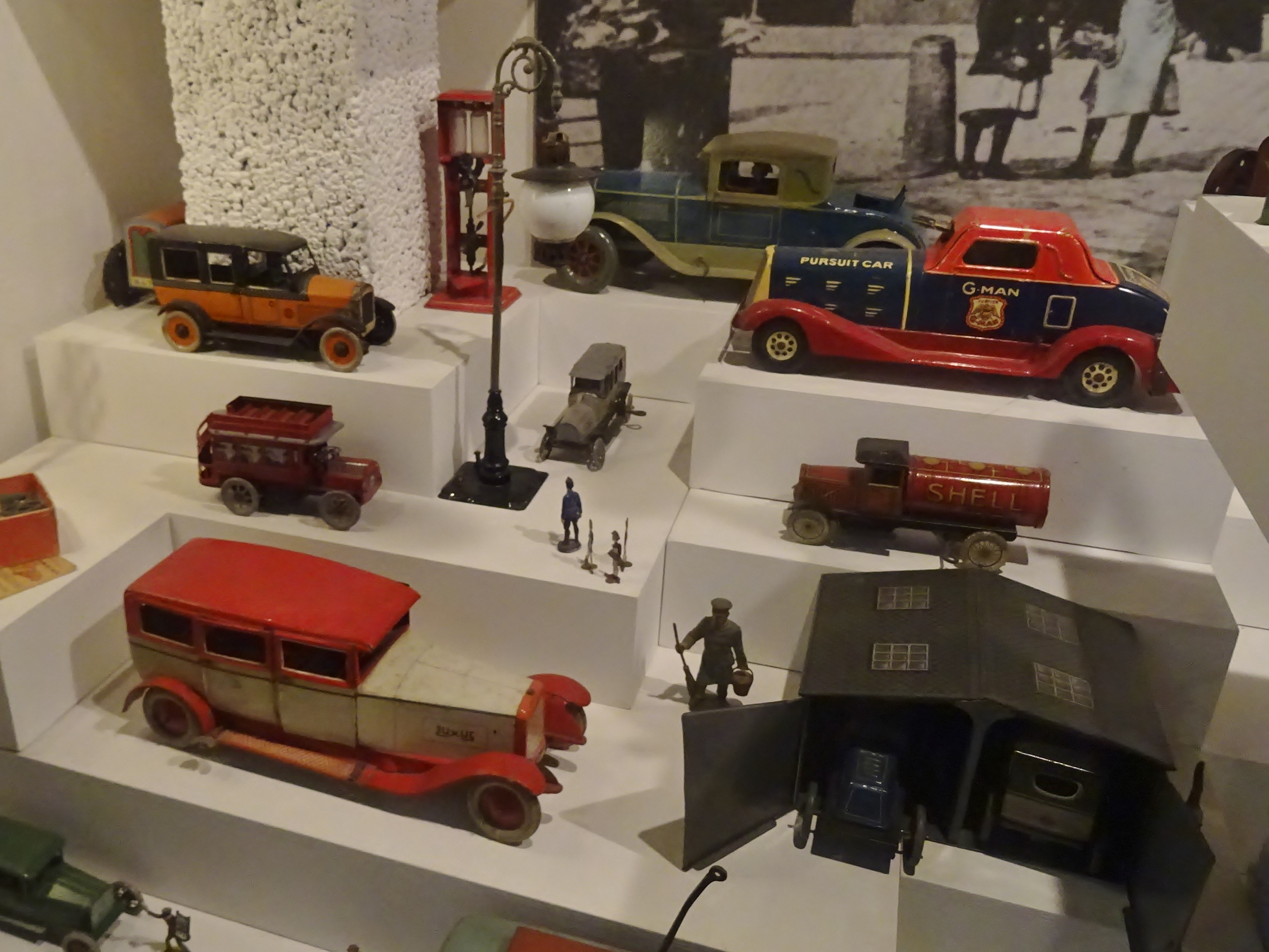
Modell-Autos: div. Oldtimer, versch. verkleinert

Modelle von Bauwerken
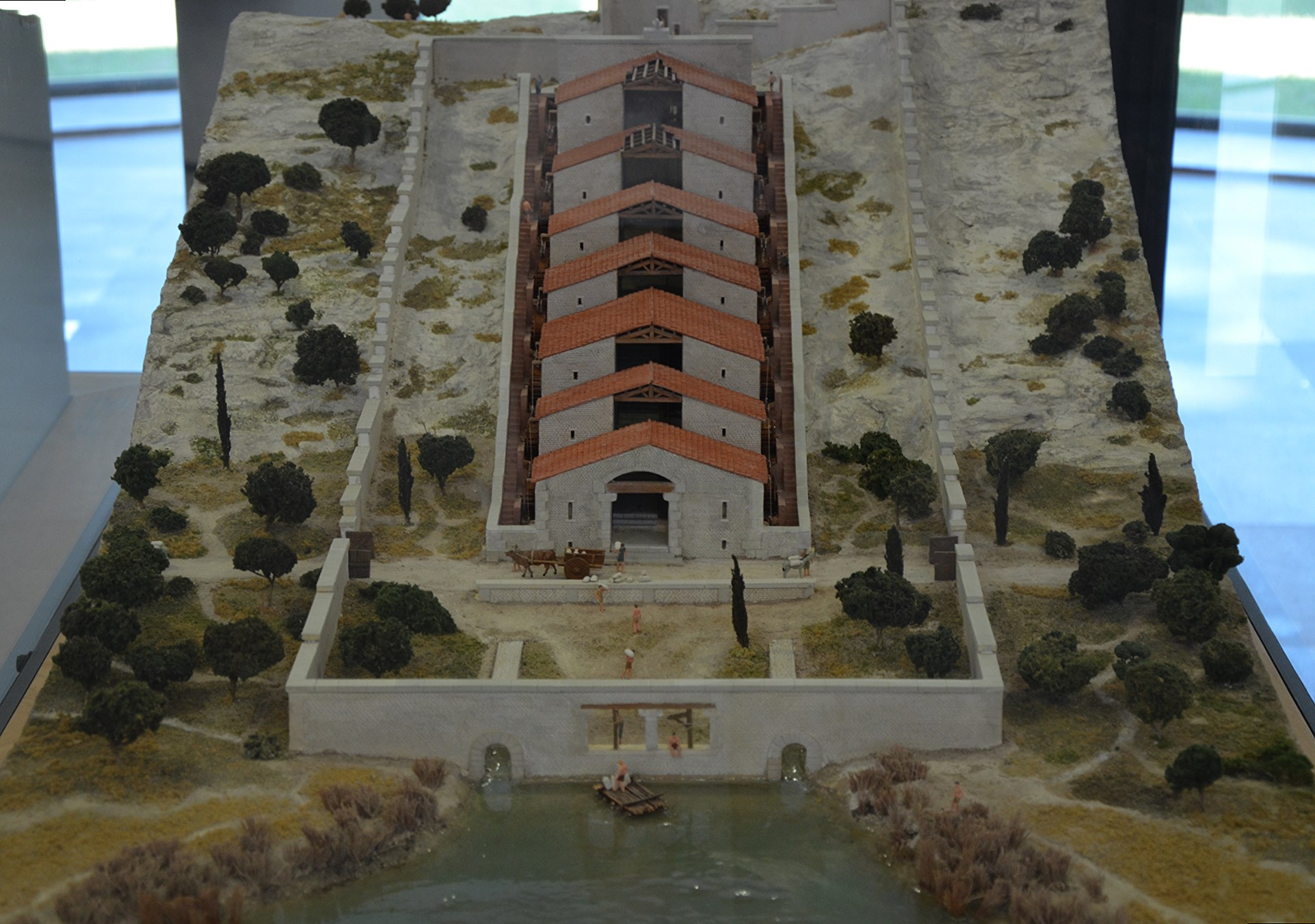
Rekonstruktions-Modell einer antiken Anlage aus 16 Wassermühlen (Mühlen von Barbegal)
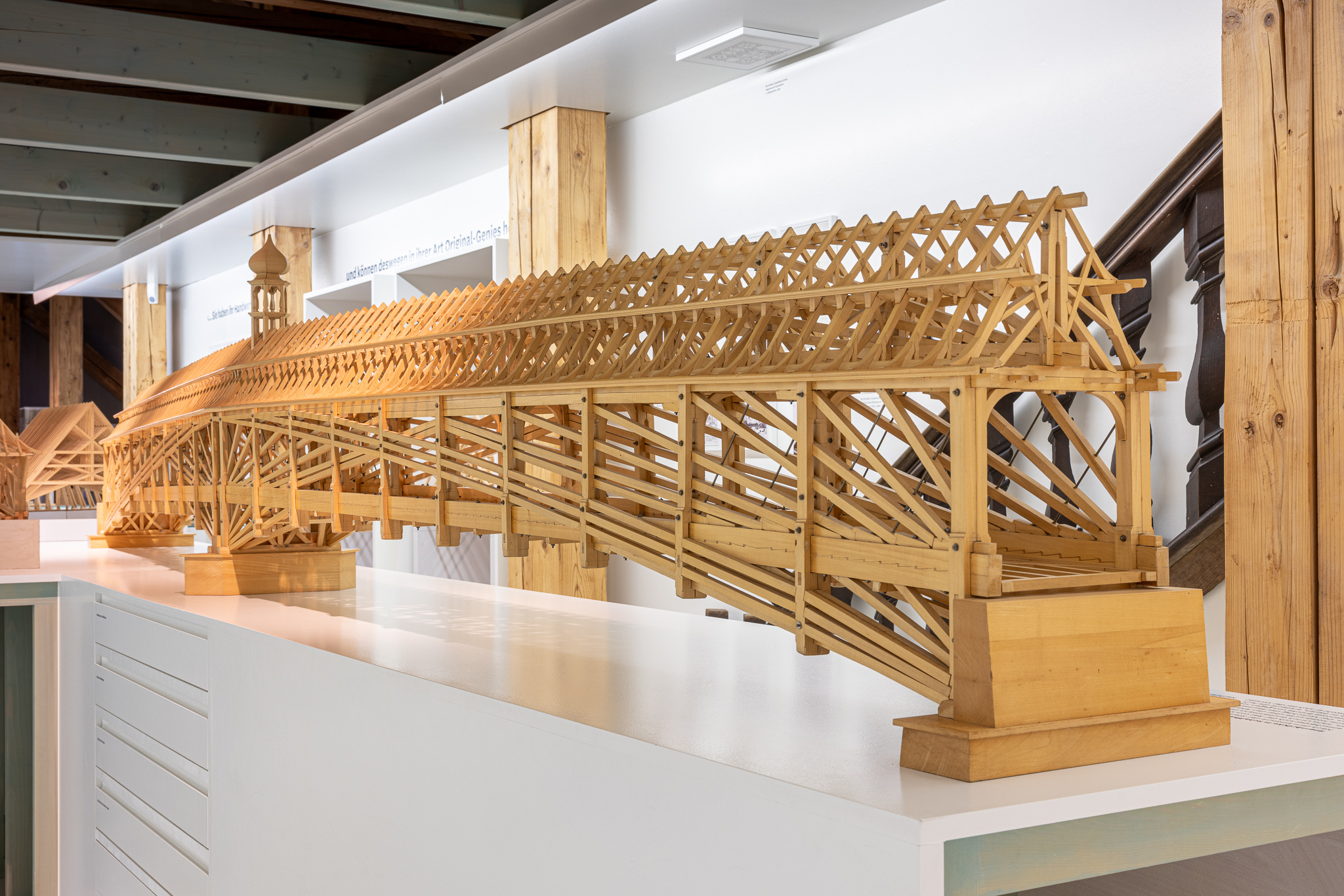
Nachbau-Modell einer mittelalterlichen Holzbrücke (Schaffhausen, 1799 zerstört)
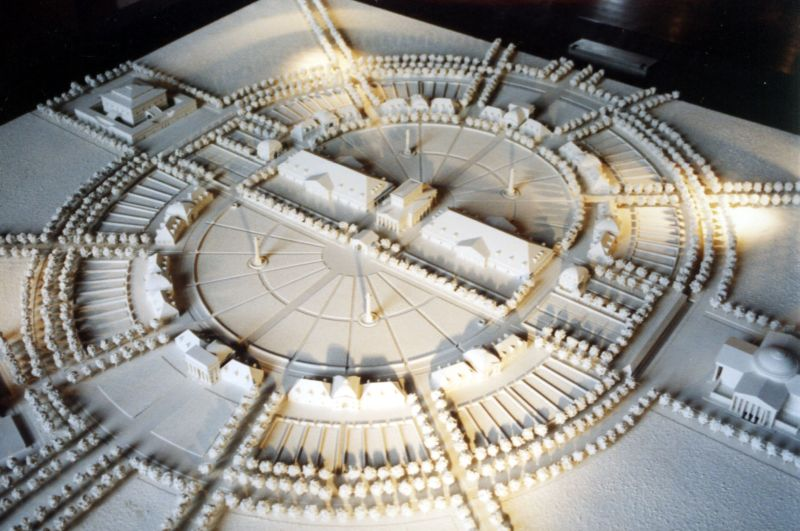
Modell einer Industrieanlage (Saline in Arc-et-Senans, nur teilweise gebaut, 18. Jahrh.)
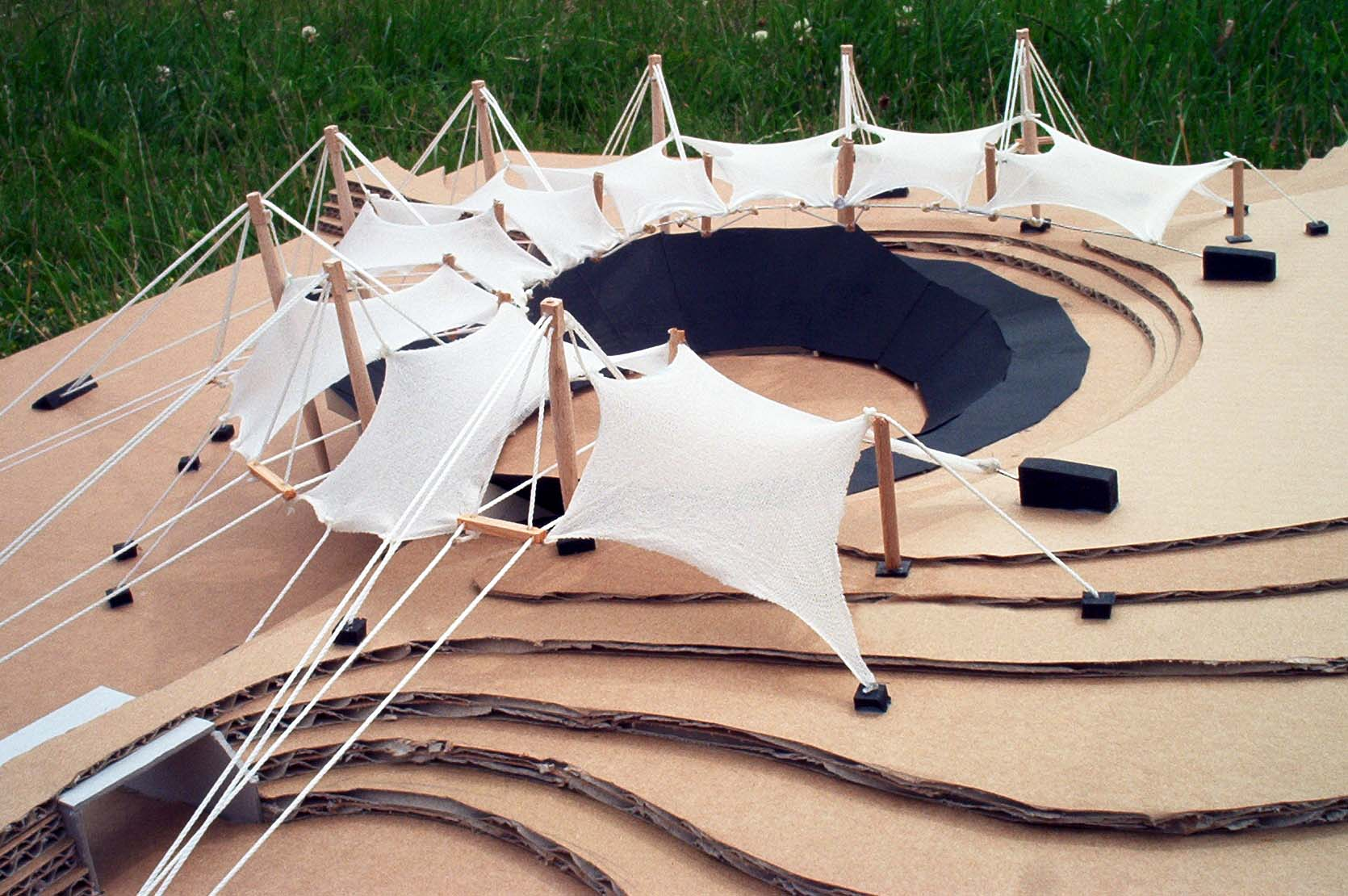
Prizip-Modell für die Dächer einer Sportanlage (Olympiapark (München), in größerem Umfang gebaut, 20. Jahrh.)

Modelle in Ausbildung und Gesundheitswesen
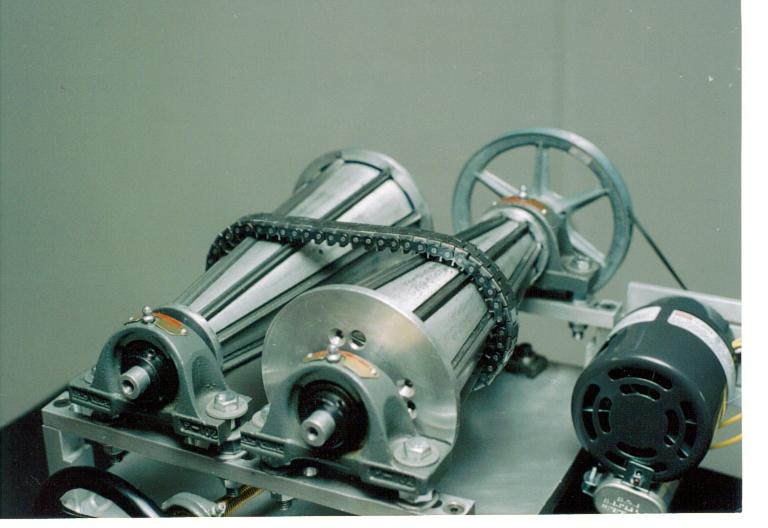
Modell eines Riemengetriebes, variable Übersetzung
Viertaktmotor graph. Animation
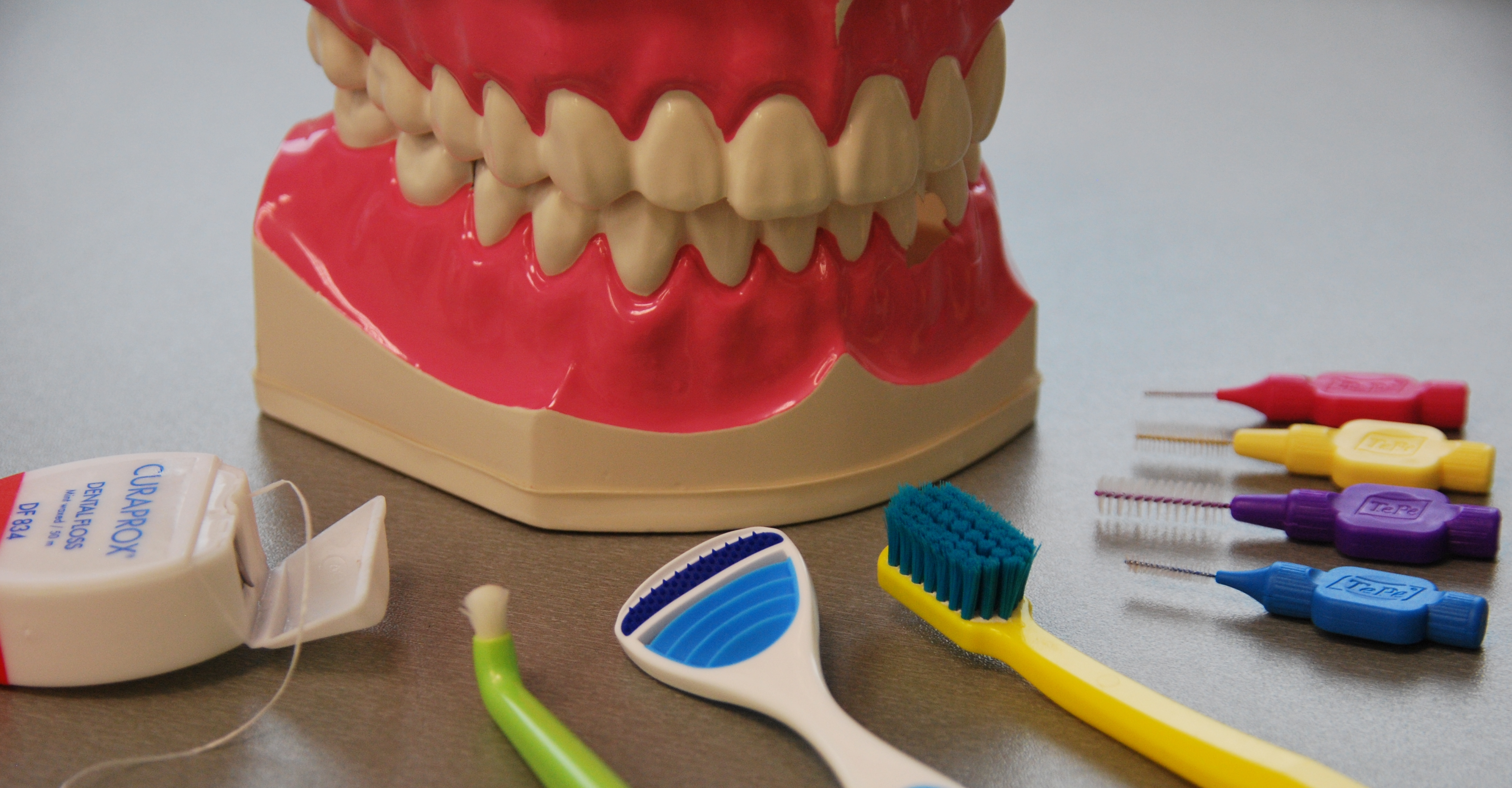
Gebiss-Modell für Zahnputz-Unterweisung
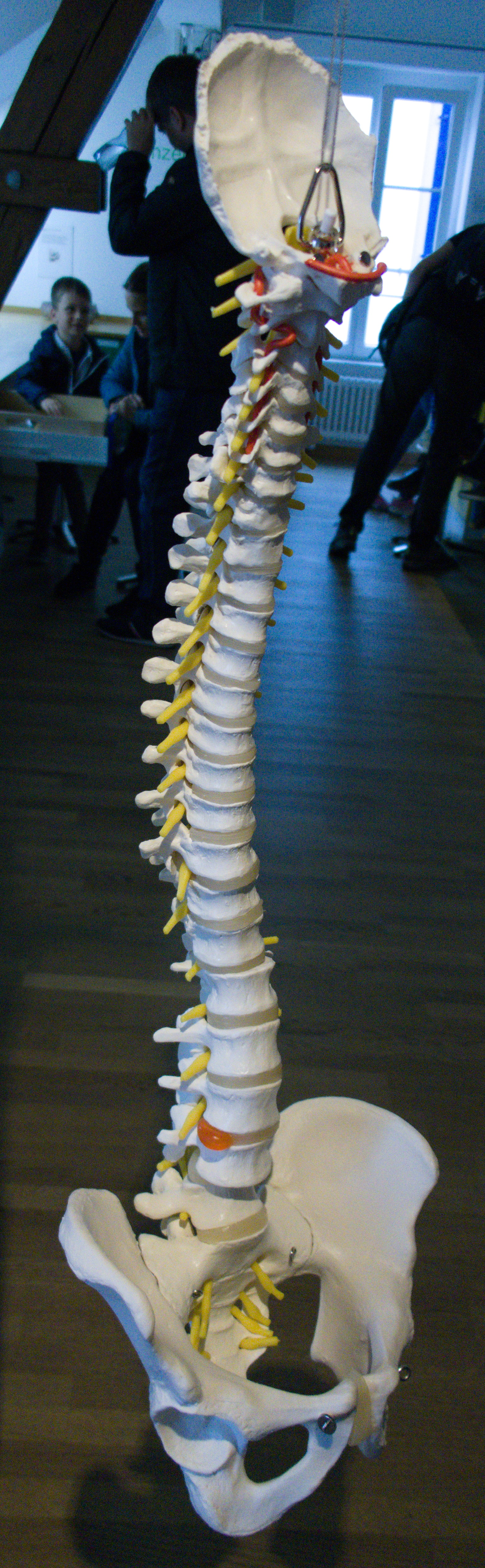
Modell Wirbel- säule

Modelle in der Technik
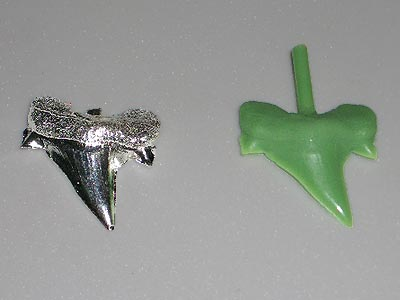
Metallguss rechts: Guss-Modell; links: Guss-Stück (Einguss-Überfluss noch nicht entfernt)
Modell einer Schiffsschleuse Typ Sparschleuse
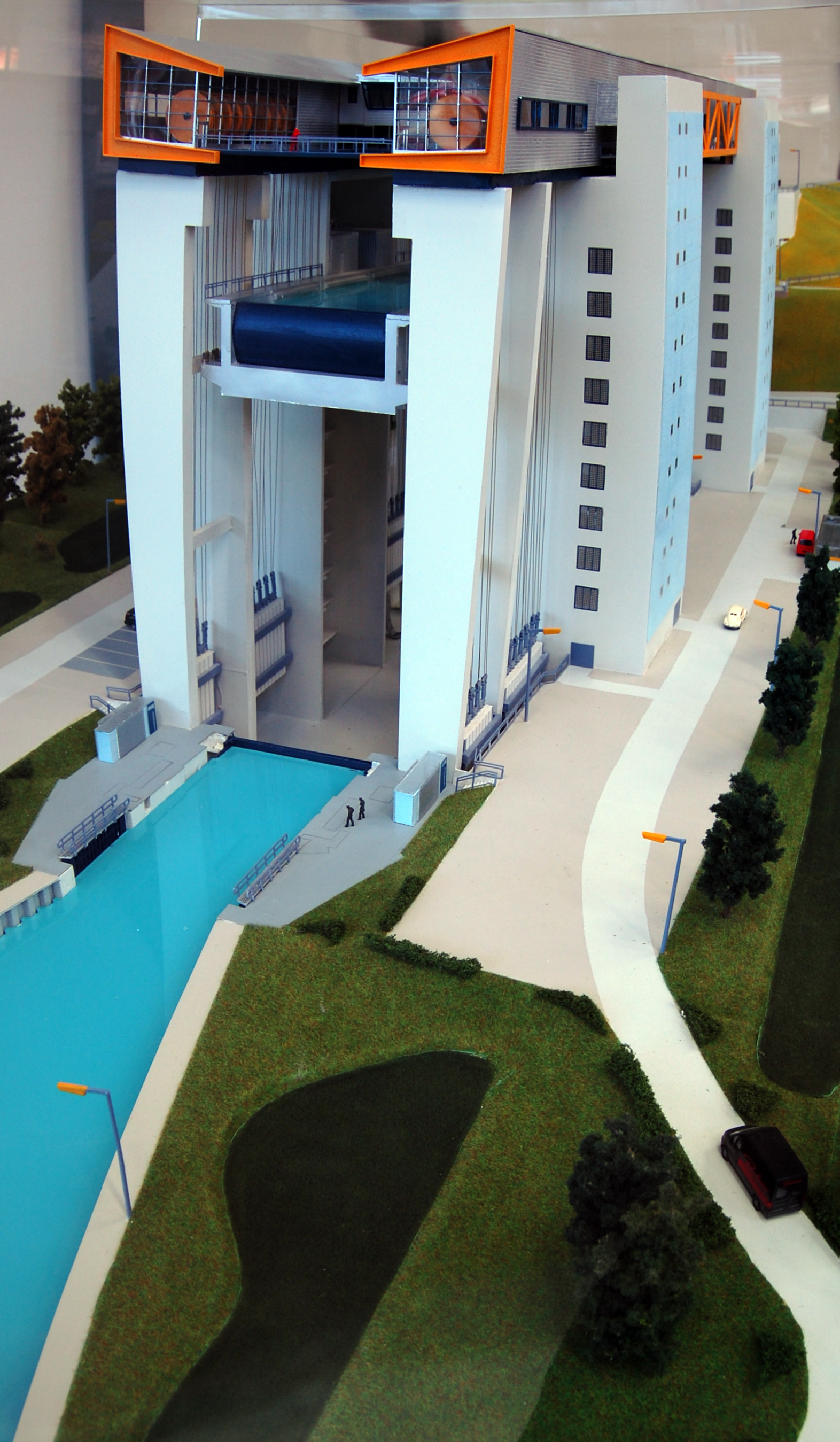
Schiffshebewerk Modell
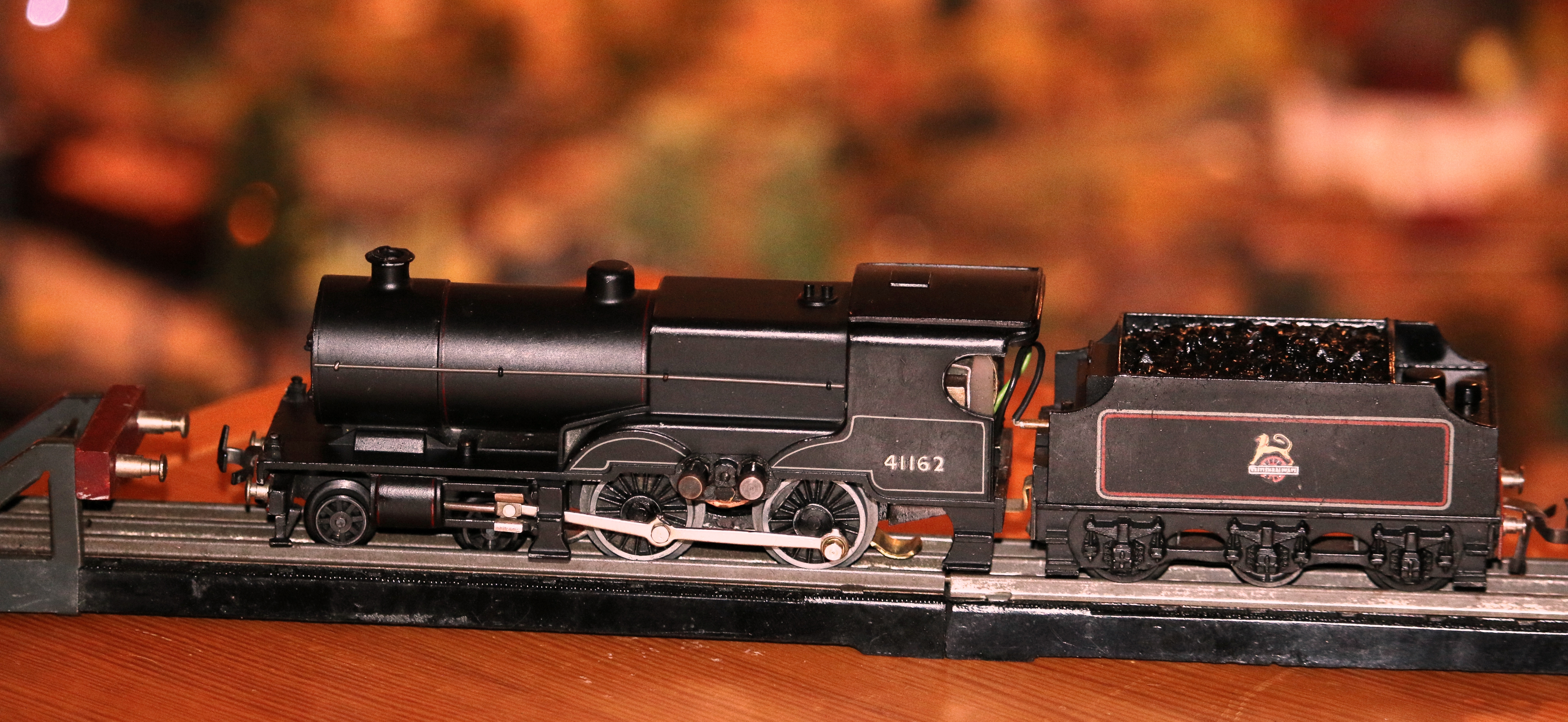
Modell einer Dampflokomotive mit Schlepptender

Modelle in der Wissenschaft
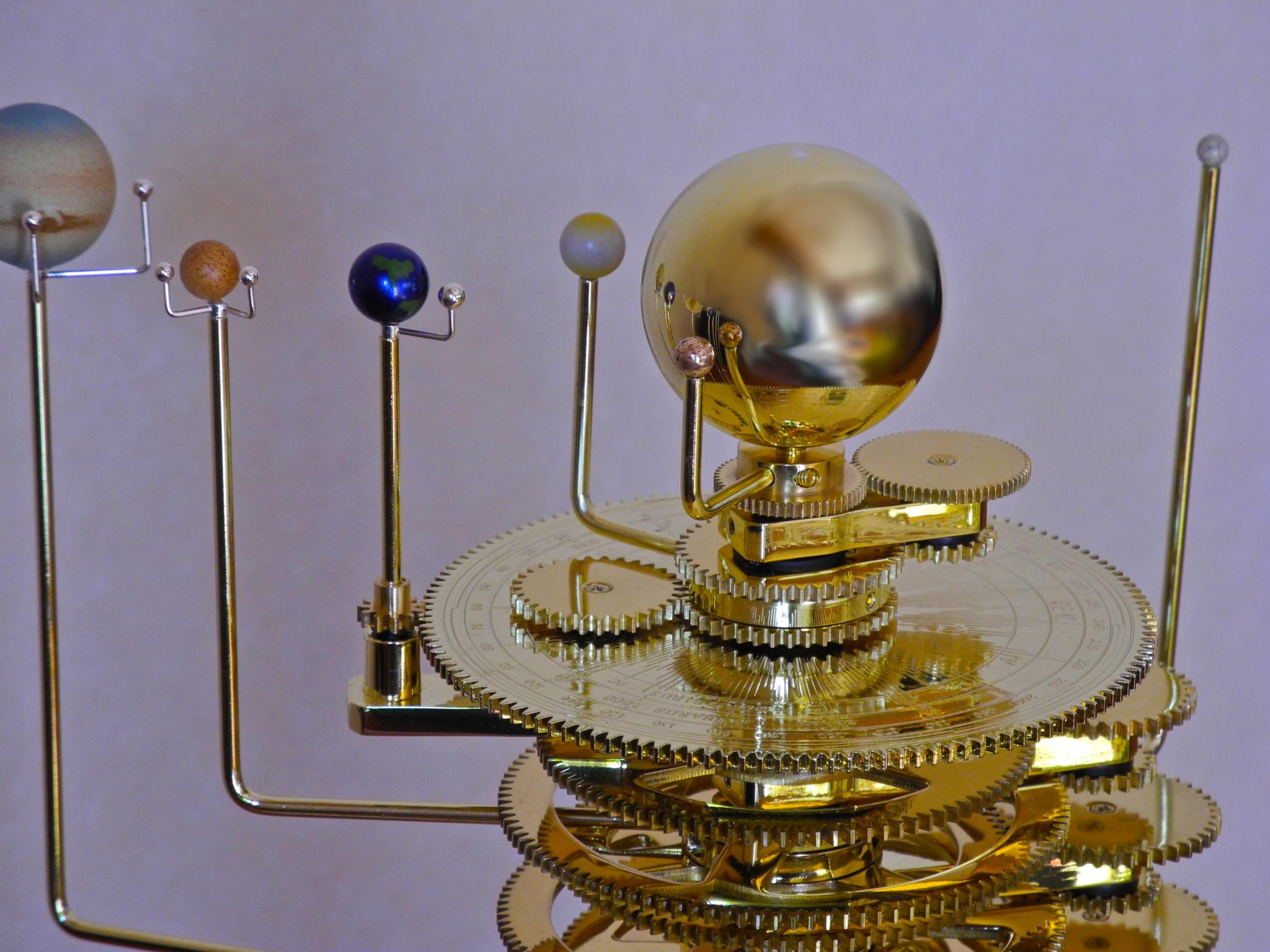
Modell des Sonnensystem bis Planet Saturn
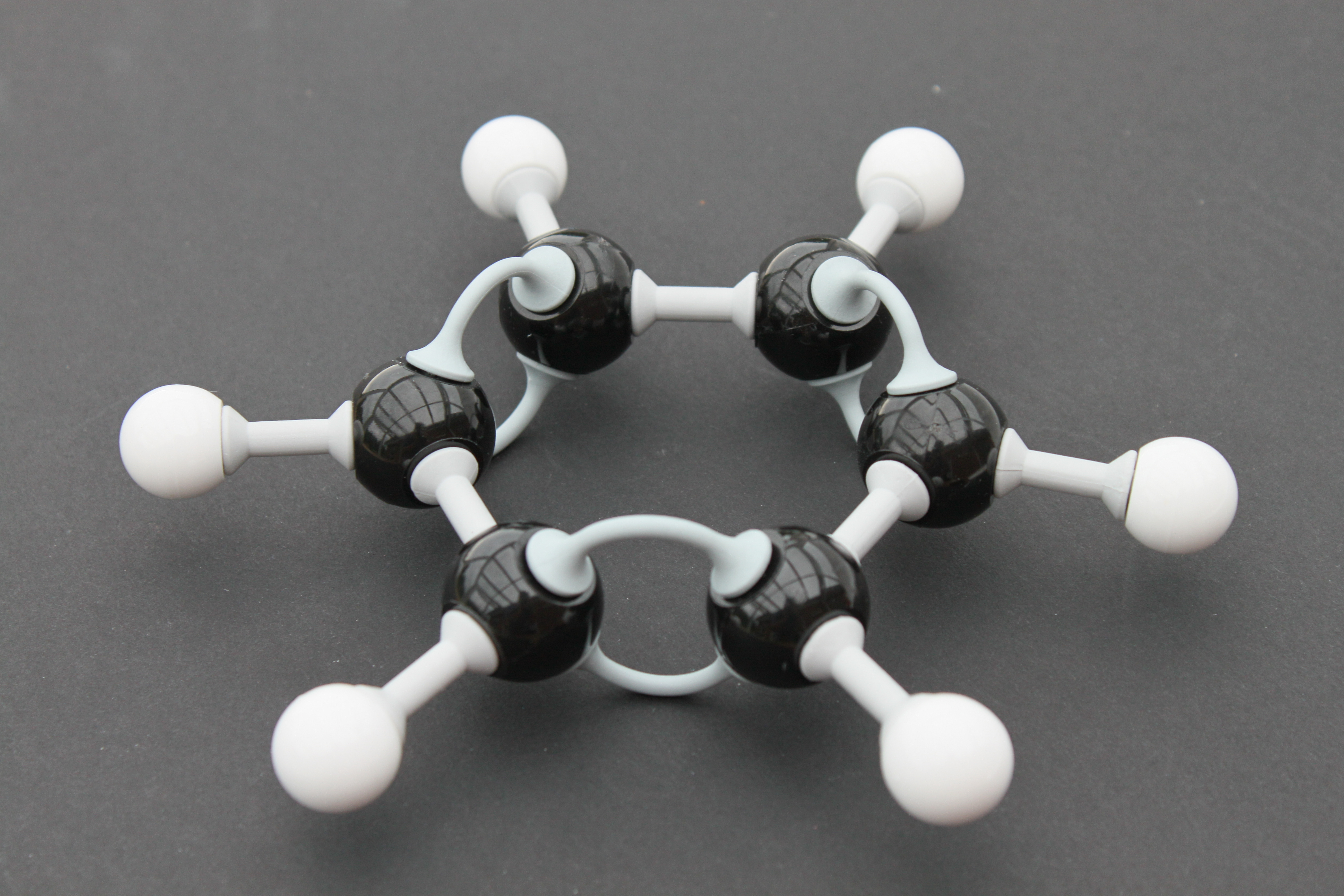
Modell des Benzol-Moleküls („Benzolring“)
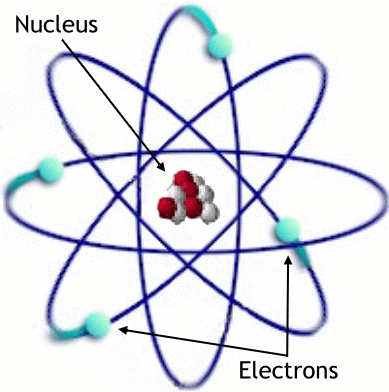
Räumliche Zeichnung des Atom-Modells von Niels Bohr (nur historisch bedeutend)
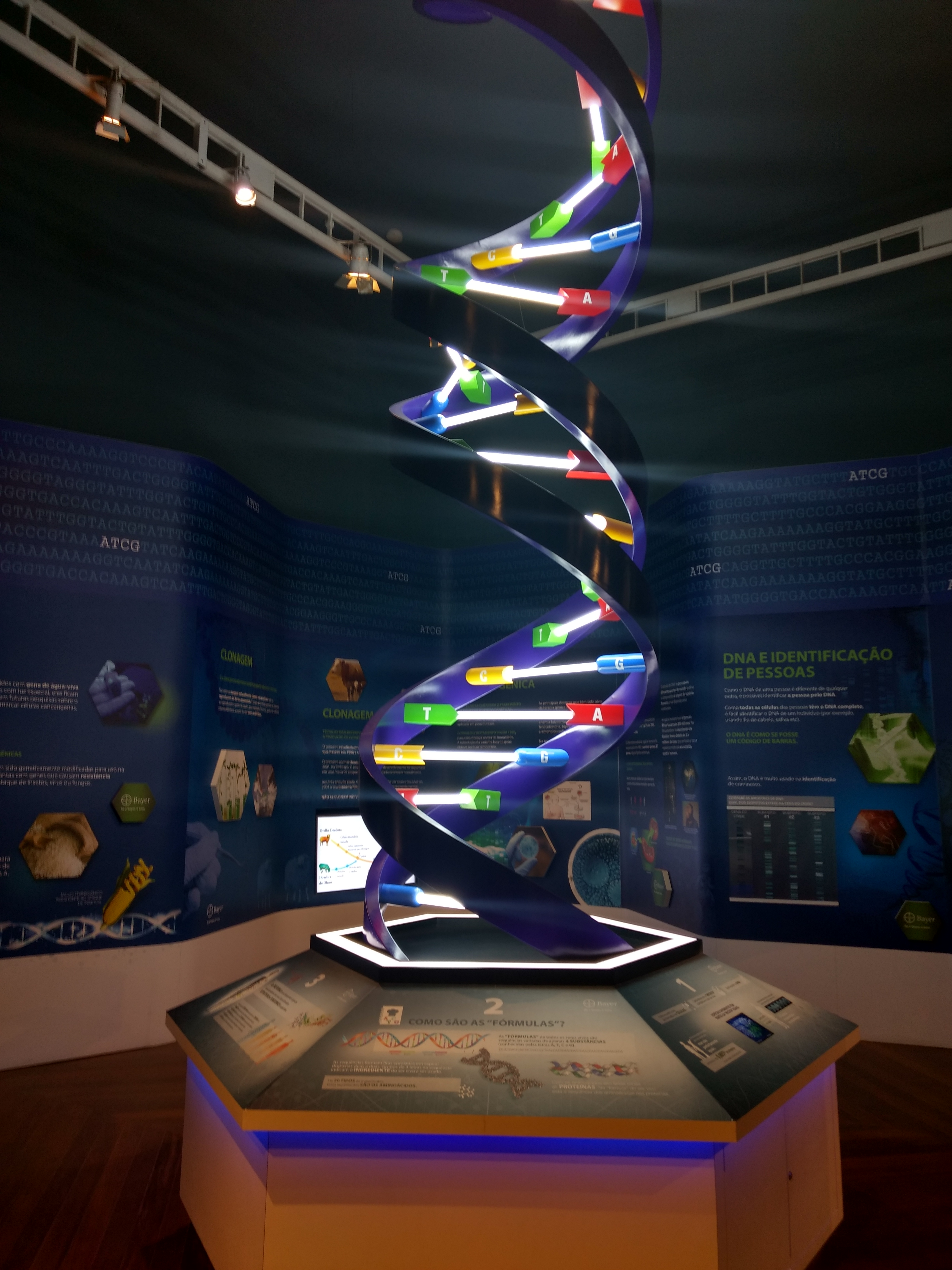
Doppelhelix: Modell der Desoxyribonukleinsäure (DNS)